# 미야세 레이나
미야세 레이나(일본어: 宮瀬玲奈, 5월 26일 ~)는 일본의 여자 성우이며, 여성 아이돌 그룹 22/7의 멤버이다.

## 인물
성우 아이돌 그룹 프로젝트 22/7에 소속되어 있는 멤버

## 성우 활동

### 출연 작품

#### TV 애니메이션
2020년
- 22/7(타치카와 아야카)

### 참조주
1. 1 2  “ARTIST”. 《22/7 公式サイト》. 2019년 4월 3일에 원본 문서에서 보존된 문서. 2018년 5월 9일에 확인함.